# Bandringa
Bandringa is een geslacht van uitgestorven elasmobranchen, bekend uit het Pennsylvanien van het Carboon dat deel uitmaakte van de monotypische familie Bandringidae. Er is momenteel als enige bekende soort Bandringa rayi benoemd in 1969. Het is bekend van uitzonderlijk goed bewaard gebleven individuen die zijn gevonden in de Mazon Creek Lagerstätte van Illinois, die dateert uit het Laat-Moscovien.

## Ontdekking en naamgeving
Het holotype PF 5686, een juveniel, werd in de zomer van 1967 gevonden door Ray Bandringa in een ijzersteenconcretie in Illinois. In 1969 werd door Rainer Zangerl de typesoort van dit geslacht beschreven, Bandringa rayi en in 1979 Bandringa herdinae gebaseerd op holotype FMNH PF8442 gevonden door Jerry Herdina, maar de verschillen tussen de twee bleken van tafonomische oorsprong te zijn. Alle Mazon Creek-individuen lijken juvenielen te vertegenwoordigen, wat suggereert dat het gebied een kraamkamer voor ze was. Dit idee wordt ook ondersteund door gefossiliseerde eiercapsules die op dezelfde plaatsen zijn gevonden, hoewel het onduidelijk is of ze tot dit geslacht behoren. Volwassen fossielen toegeschreven aan Bandringa rayi zijn ook gevonden in puinhopen van Five Points kolenmijnen in de buurt van Conesville (Ohio) en Cannelton, Pennsylvania, die beide de ongeveer gelijktijdige Kittaning-formatie van de Allegheny Group bevatten.

## Beschrijving
Bandringa was een uniek uitziende vis. Het meest opvallende deel van deze Chondricthyes is zijn zeer lange snuit die de helft van zijn lichaam uitmaakte. De snuit lijkt op die van de niet-verwante kraakbeenvissenfamilie Polyodontidae. Het lichaam van Bandringa had twee rugvinnen, een set van drie onderste vinnen (vijf in totaal) en een lange taps toelopende heterocercale staartvin. Bandringa voedde zich met zuigvoeding en gebruikte zijn lange snuit en naaldachtige stekels op zijn wang om in troebel water te jagen.
Bandringa had een lang rostrum en was mogelijk analoog aan moderne zaagvissen. Het lijkt zich te hebben gevoed via zuigvoeding. Geconserveerde darminhoud omvat in verband liggende geleedpotigen. Het holotype-exemplaar had een lengte van ongeveer elf centimeter, maar het grootste bekende volwassen exemplaar PU19814 wordt geschat op meer dan vijf keer groter dan het type-exemplaar. 

## Fylogenie
Hoewel Bandringa oorspronkelijk wordt beschreven als een lid van de Ctenacanthiformes, is de verwantschap met andere elasmobranchen momenteel onduidelijk.

## Voortplanting
Bandringa is een van de weinige fossiele vissen met een goed bestudeerde broedcyclus. Uit een artikel bleek dat de vissen een levensstijl leidden die het tegenovergestelde was van zalmen, waarbij de volwassenen in zoetwatergebieden woonden en de jongere in meer brakke en zoutwatergebieden, en wanneer ze volgroeid waren, zwommen ze terug naar de zoetwatergebieden. Dit is logisch, want in die tijd was het gebied van Illinois waar Bandringa-exemplaren zijn gevonden een diagonaal lopende stroom die van zoet- naar zoutwatergebieden liep.